# سیارک ۲۶۳۳۶
سیارک ۲۶۳۳۶ (به انگلیسی: 26336 Mikemcdowell، نامگذاری:1998WC17)۲۶۳۳۶مین سیارک کشف شده‌است که در ۲۱ نوامبر ۱۹۹۸ کشف شد.